# Vitorino Paiva Castro
Vitorino Paiva Castro Neto (1942) es un botánico brasileño.
Se ha especializado en la familia de las orquídeas.

## Algunas publicaciones
- 2005. García de Lacerda Junior, K; V Paiva Castro Neto. New natural hybrids in Catasetum. Two attractive hybrids. The Orchid Review 113:1266: 308-312

- 2007. Carr, GF; V Paiva Castro Neto. A new species of Bulbophyllum: Bulbophyllum calimanianum from Espirito Santo in Brazil, part of the B. cribbianum cluster of species. The Orchid Review 115:1273: 24-28

- 2007. Menezes, LC; V Paiva Castro Neto. Uma nova Encyclia de Rondônia. Orquidário 21:1

## Libros
- 2004. Encyclia Brasileiras / Brazilian Encyclia. Ed. Leomar de Rossi Ferreira. ISBN 85-901494-3-9

- Paiva Castro Neto, V; MA Campacci. Icones Orchidacearum Brasiliensis I . Dos tomos. 200 ilustraciones

- La abreviatura «V.P.Castro» se emplea para indicar a Vitorino Paiva Castro como autoridad en la descripción y clasificación científica de los vegetales.[1]

Tiene una importante producción en la identificación y clasificación de nuevas especies: 524 registros IPNI.